# Saurita rubripuncta
Saurita rubripuncta är en fjärilsart som beskrevs av William Schaus 1911. Saurita rubripuncta ingår i släktet Saurita och familjen björnspinnare. Inga underarter finns listade.